# Jiayin
Der Kreis Jiayin (嘉荫县; Pinyin: Jiāyīn Xiàn) der bezirksfreien Stadt Yichun in der chinesischen Provinz Heilongjiang im Nordosten der Volksrepublik China hat eine Fläche von 6.777 km² und zählt 56.523 Einwohner (Stand: Zensus 2020). Der Hauptort des Kreises ist die Großgemeinde Chaoyang (朝阳镇).

## Administrative Gliederung
Auf Gemeindeebene setzt sich Jiayin aus drei Großgemeinden, sechs Gemeinden, drei Staatsforsten und einer Staatsfarm zusammen (2009). Diese sind:
- Großgemeinde Chaoyang (朝阳镇), Sitz der Kreisregierung;
- Großgemeinde Ulaga (乌拉嘎镇);
- Großgemeinde Wuyun (乌云镇);
- Gemeinde Baoxing (保兴乡);
- Gemeinde Changsheng (常胜乡);
- Gemeinde Hongguang (红光乡);
- Gemeinde Hujia (沪嘉乡);
- Gemeinde Qingshan (青山乡);
- Gemeinde Xiangyang (向阳乡);
- Staatsforst Malian (马连林场);
- Staatsforst Qinghe (清河林场);
- Staatsforst Taiping (太平林场);
- Staatsfarm Jiayin (嘉荫农场).